# Faustina die Jüngere

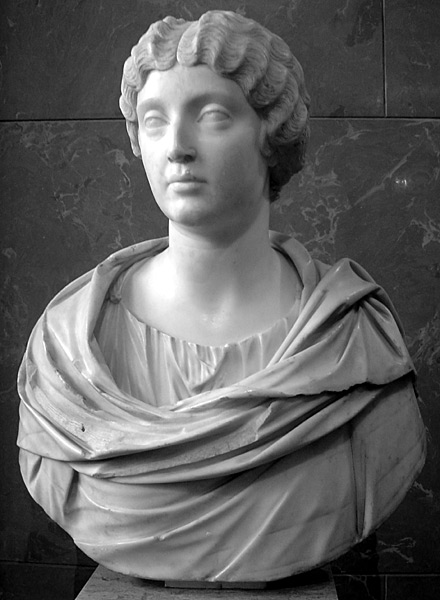
Büste Faustinas der Jüngeren, heute im Louvre

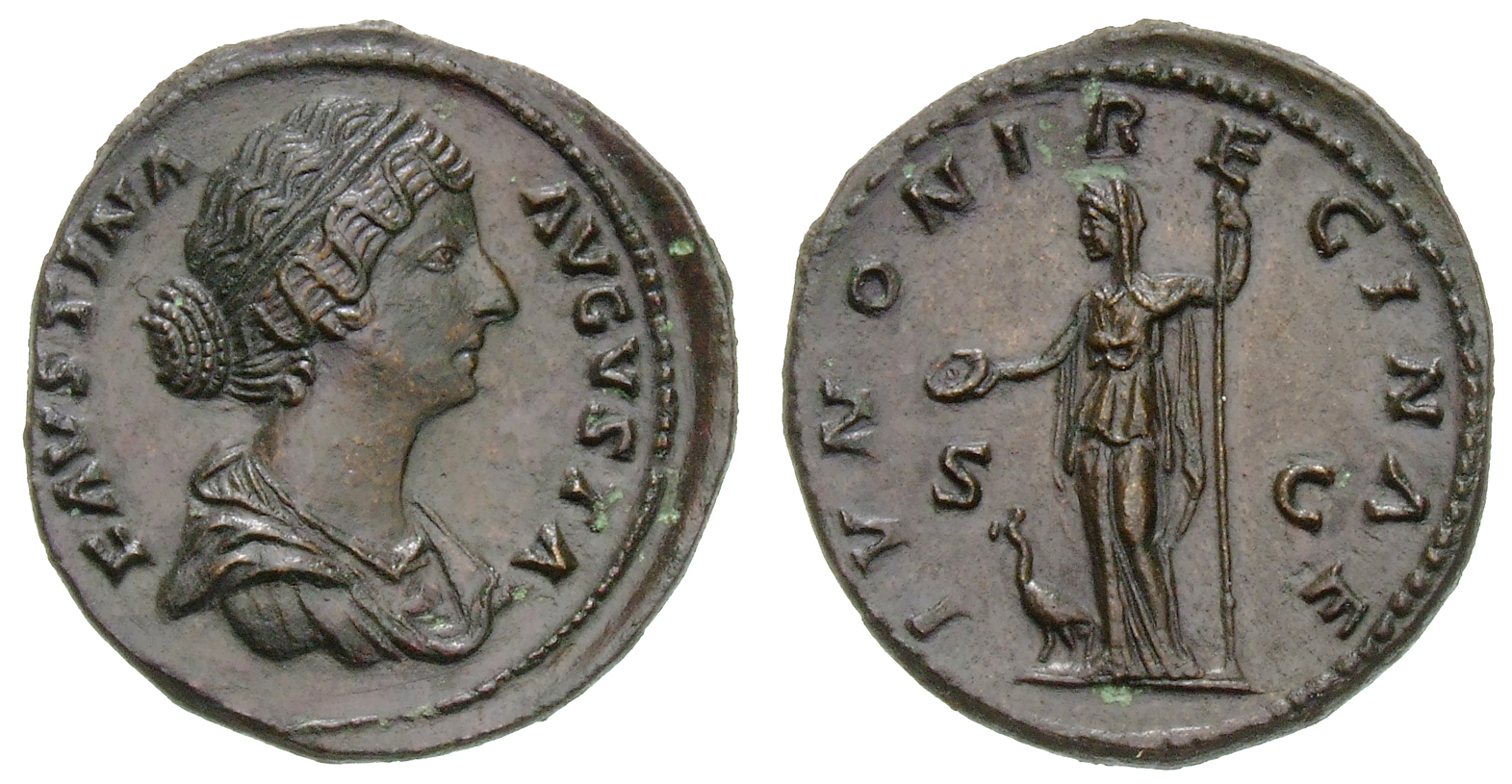
Bronzemünze (Sesterz) des Kaisers Mark Aurel mit Büste und Name Faustinas der Jüngeren als Augusta auf der Vorderseite und der opfernden Göttin Juno auf der Rückseite

Annia Galeria Faustina (* 16. Februar um 130; † 176 in Halala, Kappadokien), zur Unterscheidung von ihrer gleichnamigen Mutter Faustina die Jüngere genannt, war eine Tochter des römischen Kaisers Antoninus Pius sowie die Ehefrau des Kaisers Mark Aurel und Mutter des Kaisers Commodus.

## Leben

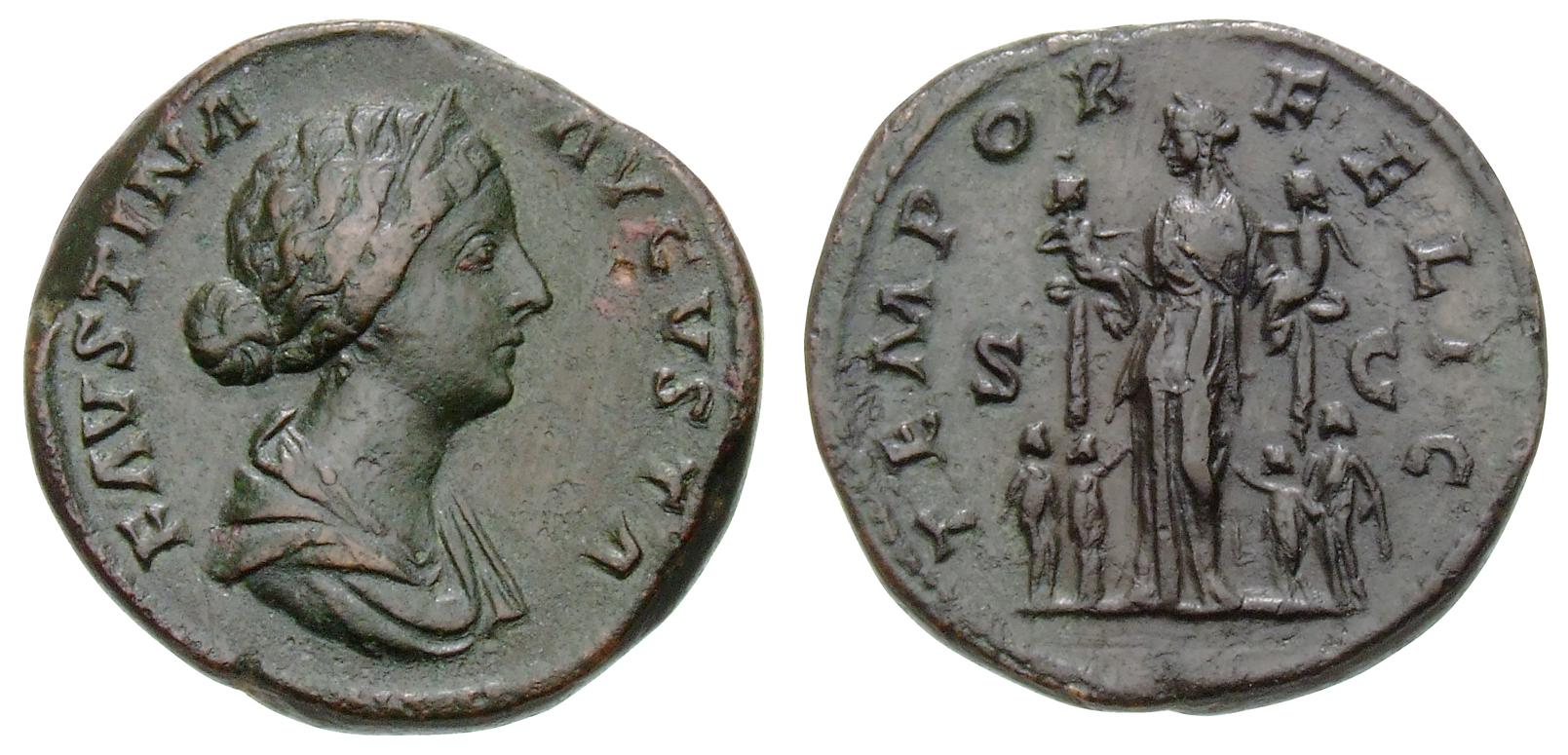
Bronzemünze (Sesterz) des Kaisers Mark Aurel mit Büste und Name Faustinas der Jüngeren auf der Vorderseite und der stehenden Faustina mit sechs Kindern sowie der Umschrift „tempor(um) felic(itas)“ („Glückseligkeit der Zeiten“) auf der Rückseite

Faustina wurde als Tochter des späteren Kaisers Antoninus Pius und der älteren Faustina wohl um das Jahr 130 geboren. Auf Anweisung des Kaisers Hadrian wurde sie am 25. Februar 138 mit Lucius Verus verlobt. Nach Hadrians Tod wurde diese Verbindung gelöst und Faustina mit Mark Aurel verlobt. Spätestens im April 145 folgte die Eheschließung. Zu diesem Anlass wurden Münzen mit Doppelporträts des Paares geprägt und die stadtrömische plebs erhielt ein congiarium. Das Paar hatte in den folgenden Jahren vermutlich bis zu 14 Kinder zusammen, von denen allerdings die wenigsten ihre Eltern überlebten. Auf Münzen lobte man die fecunditas (Fruchtbarkeit) der Kaiserin und die glücklichen Zeiten auf Grund dieses Kinderreichtums. Nach der Geburt der ersten Tochter (Domitia Faustina, * 30. November 147) wurde sie zur Augusta erhoben. Das alltägliche Leben der Familie war immer wieder Gegenstand eines Briefwechsels zwischen Mark Aurel und Fronto, so dass bis heute viele Einzelheiten darüber bekannt sind. Ihre Tochter Lucilla wurde 161 mit dem früheren Verlobten ihrer Mutter, Lucius Verus, dem Mitregenten des Mark Aurel, verlobt, 164 erfolgte schließlich die Heirat. Bekanntestes Kind Mark Aurels und Faustinas war der einzig überlebende Sohn und spätere Kaiser Commodus, Zwillingsbruder des bereits 165 gestorbenen Titus Aurelius Fulvus Antoninus. Das vermutlich jüngste Kind war die um 170 geborene Vibia Aurelia Sabina.
Während der Markomannenkriege begleitete Faustina ihren Mann und lebte in Carnuntum, auch weil es Gerüchte über angebliche zahlreiche Affären mit Männern (vor allem Gladiatoren) gab. Beim Prozess gegen Herodes Atticus nahm sie offenbar Einfluss auf den Verlauf des Prozesses. Nach dem Sieg über die Quaden und wohl auch als Ausgleich für den erzwungenen Aufenthalt an der Donau wurde sie 174 mit dem Titel mater castrorum geehrt.
Nach dem Bericht von Cassius Dio und der Historia Augusta nahm Faustina um diese Zeit Kontakt zum römischen Statthalter in Syrien, Avidius Cassius, auf, um ihm das Angebot zu machen, ihn im Falle des Todes ihres Mannes zu heiraten und ihm so zur Herrschaft zu verhelfen. Als eine Falschmeldung vom Tode des Mark Aurel nach Syrien kam, brach dort eine Rebellion aus, die jedoch schon nach wenigen Monaten zusammenbrach, denn der Usurpator wurde von seinen eigenen Leuten getötet. Trotzdem begab sich Mark Aurel auf den Weg zum Krisenherd und ließ sich von Faustina begleiten. Auf dieser Reise starb sie plötzlich in einem kleinen Dorf in Kappadokien, das ihr zu Ehren von Mark Aurel in Faustinopolis umbenannt wurde. Als Todesursache wurde Gicht angegeben, aber laut Cassius Dio kursierte das Gerücht, Faustina habe sich nach dem Scheitern der Usurpation des Avidius Cassius das Leben genommen.

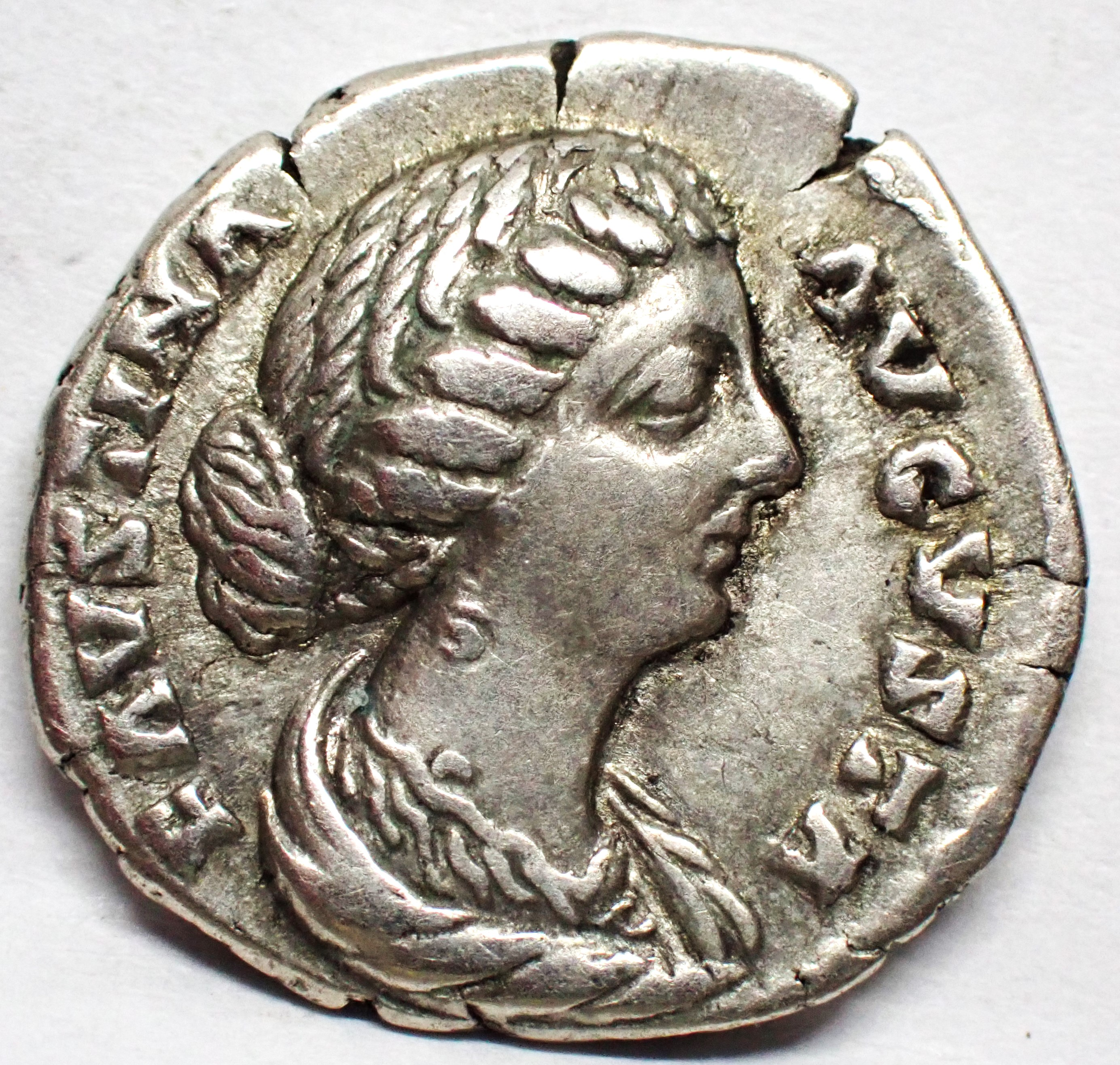
Portraitseite des Denars der Faustina minor

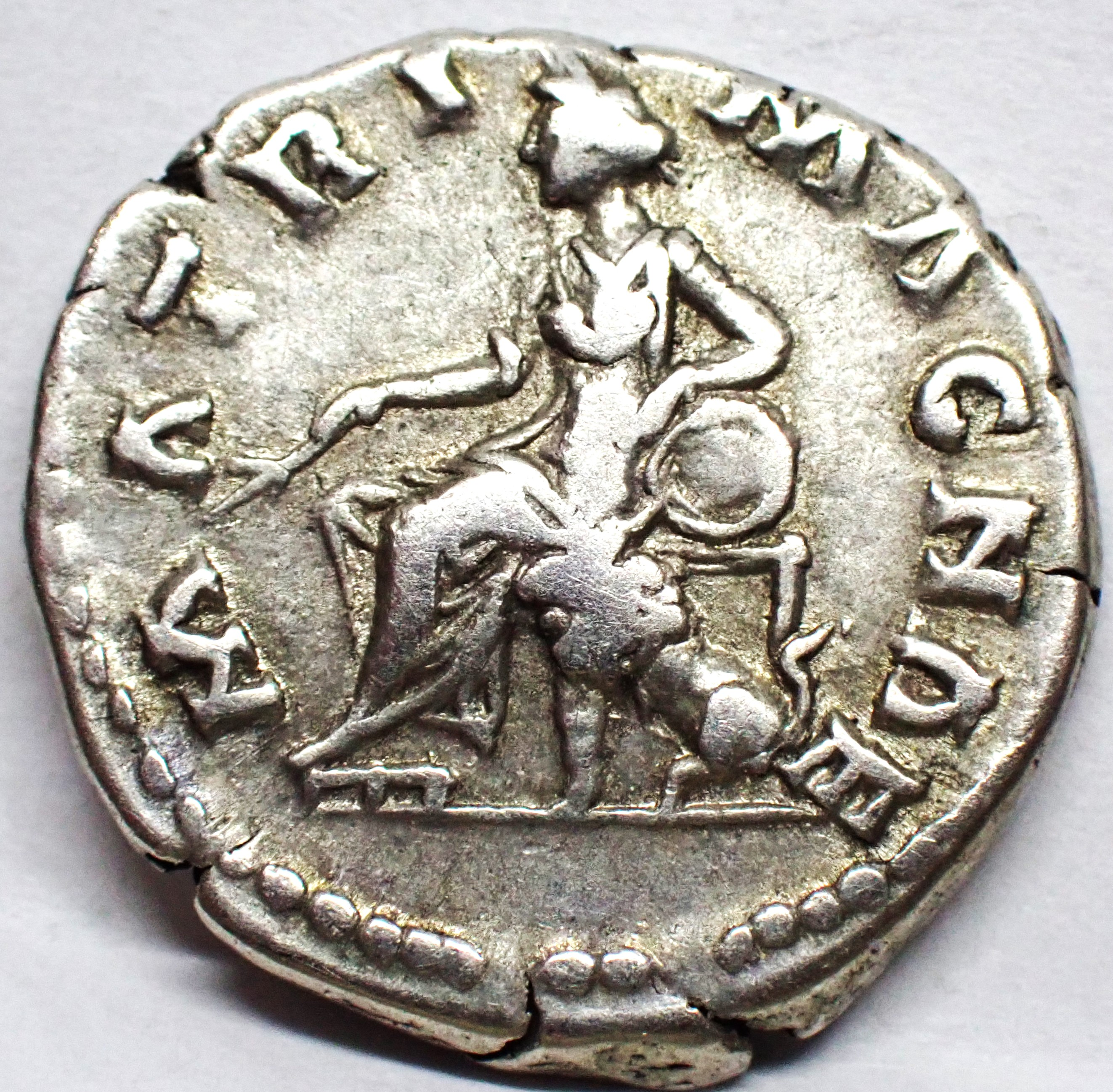
MATRI MAGNAE als Umschrift auf Denarrevers der Faustina minor

Die zu Lebzeiten von Faustina geschnittenen Münzstempel gelten als ausgezeichnete Werke. Auf der Rückseite eines in ihrem Namen ausgegebenen Denars ist die Kybele mit der Umschrift MATRI MAGNAE dargestellt, was von den Zeitgenossen auch mit der Faustina assoziiert werden sollte.
Der Senat erhob Faustina nach ihrem Tod zur diva. Auch auf Münzen wurde ihres Todes gedacht. Als Umschrift auf der Münzrückseite steht SIDERIBVS RECEPTA (in etwa: in die Sterne abberufen). Wie schon ihrer Mutter wurde ihr zum Gedenken eine Alimentarstiftung – novae puellae Faustinianae – eingerichtet. Diese Maßnahmen waren – nicht zuletzt wegen Gerüchten den Leumund Faustinas betreffend – wohl bewusst von Mark Aurel initiiert. Auch wenn man die Selbstbetrachtungen Mark Aurels liest, erweckt dies den Eindruck, dass dessen Trauer und die Gefühle zu seiner Frau echt waren. Andere Quellen zeichnen hingegen ein negatives Bild von ihr.

## Nachkommen
Mit Mark Aurel hatte Faustina mindestens elf Kinder, darunter eventuell mehrere Zwillingspaare. Bis auf Commodus starben alle Söhne als Kinder.
- Domitia Faustina (* 147; † vor 161)
- Annia Aurelia Galeria Lucilla (* 148/149; † 181/182)
- (Gemellus Lucillus,) Zwillingsbruder der Lucilla, Existenz fraglich, verstarb kurz nach der Geburt
- Annia Galeria Aurelia Faustina (* 150/151)
- Titus Aelius Antoninus (* 152; † vor 161), wahrscheinlich identisch mit Titus Aurelius Antoninus oder Titus Aelius Aurelius
- Titus Aurelius Antoninus (* 152; † vor 161)
- Titus Aelius Aurelius (* 157/158; † vor 161)
- Hadrianus (* 152?; † vor 161), mit Titus Aurelius Antoninus oder Titus Aelius Aurelius identisch?
- Fadilla (* 159; † vor 211) ⚭ Marcus Peducaeus Plautius Quintillus
- Cornificia (* 160; † nach Dezember 211)
- Titus Aurelius Fulvus Antoninus (161–165), Zwillingsbruder des Commodus
- Lucius Aurelius Commodus, der spätere Kaiser Commodus (161–192)
- Annius Verus Caesar (162–169)
- Vibia Aurelia Sabina (* um 170; † nach 210)

## Namensgeberin
Der Venuskrater Annia Faustina wurde 1991 nach ihr benannt.